# 2022-es labdarúgó-világbajnokság (C csoport)
A 2022-es labdarúgó-világbajnokság C csoportjának mérkőzéseit 2022. november 22. és 30. között játszották. A csoportban Argentína, Szaúd-Arábia, Mexikó és Lengyelország szerepelt. Argentína és Lengyelország jutott a nyolcaddöntőbe.

## Tabella
| Hely. | Csapat        | M | Gy | D | V | G+ | G– | Gk | P | Továbbjutás                                |
| ----- | ------------- | - | -- | - | - | -- | -- | -- | - | ------------------------------------------ |
| 1.    | Argentína     | 3 | 2  | 0 | 1 | 5  | 2  | +3 | 6 | Továbbjutott az egyenes kieséses szakaszba |
| 2.    | Lengyelország | 3 | 1  | 1 | 1 | 2  | 2  | 0  | 4 | Továbbjutott az egyenes kieséses szakaszba |
| 3.    | Mexikó        | 3 | 1  | 1 | 1 | 2  | 3  | −1 | 4 |                                            |
| 4.    | Szaúd-Arábia  | 3 | 1  | 0 | 2 | 3  | 5  | −2 | 3 |                                            |

## Mérkőzések
Az időpontok helyi idő szerint (UTC+3), a zárójelben magyar idő szerint értendők.

### Argentína – Szaúd-Arábia
A két csapat négyszer találkozott korábban, legutóbb 2012-ben, amikor a végeredmény a barátságos mérkőzésen 0–0 lett.
| 2022. november 22. 13:00 (11:00) |

| Argentína            | 1–2               | Szaúd-Arábia                |
| -------------------- | ----------------- | --------------------------- |
| Messi 10' (11-esből) | (1–0) Jegyzőkönyv | al-Seri 48' al-Davszarí 53' |

| Loszaíli Nemzeti Stadion, Loszaíl Nézőszám: 88 012 Játékvezető: Slavko Vinčić (szlovén) |

| Argentína | Szaúd-Arábia |

| KA                   | 23 | Emiliano Martínez  |     |
| JV                   | 26 | Nahuel Molina      |     |
| KV                   | 13 | Cristian Romero    | 59' |
| KV                   | 19 | Nicolás Otamendi   |     |
| BV                   | 3  | Nicolás Tagliafico | 71' |
| KKP                  | 7  | Rodrigo De Paul    |     |
| KKP                  | 5  | Leandro Paredes    | 59' |
| JKP                  | 11 | Ángel Di María     |     |
| TKP                  | 10 | Lionel Messi       |     |
| BKP                  | 17 | Papu Gómez         | 59' |
| KCS                  | 22 | Lautaro Martínez   |     |
| Cserék:              |    |                    |     |
| V                    | 25 | Lisandro Martínez  | 59' |
| CS                   | 9  | Julián Álvarez     | 59' |
| KP                   | 24 | Enzo Fernández     | 59' |
| V                    | 8  | Marcos Acuña       | 71' |
| Szövetségi kapitány: |    |                    |     |
| Lionel Scaloni       |    |                    |     |

| KA                   | 21 | Mohammed al-Ovaisz  | 90+2' |            |
| JV                   | 12 | Szaúd Abdulhámid    | 82'   |            |
| KV                   | 17 | Hasszán al-Tambakti |       |            |
| KV                   | 5  | Ali al-Bulaíhi      | 75'   |            |
| BV                   | 13 | Jászer al-Sahrání   |       | 90+9'      |
| JKP                  | 11 | Száleh al-Seri      |       | 78'        |
| KKP                  | 23 | Mohamed Kanno       |       |            |
| KKP                  | 8  | Abdulellá al-Malki  | 67'   |            |
| BKP                  | 10 | Szálem al-Davszarí  | 79'   |            |
| TKP                  | 7  | Szalmán al-Farádzs  |       | 45+4'      |
| KCS                  | 9  | Firasz al-Burajkán  |       | 89'        |
| Cserék:              |    |                     |       |            |
| KP                   | 18 | Naváf al-Abid       | 89'   | 45+4'0 89' |
| V                    | 2  | Szultán al-Gánnam   |       | 78'        |
| V                    | 4  | Abdulelá al-Amri    |       | 89'        |
| CS                   | 25 | Hajtám Asziri       |       | 89'        |
| V                    | 6  | Mohammed al-Brejk   |       | 90+9'      |
| Szövetségi kapitány: |    |                     |       |            |
| Hervé Renard         |    |                     |       |            |

| A mérkőzés játékosa: Mohammed al-Ovaisz (Szaúd-Arábia) Asszisztensek: Tomaž Klančnik (szlovén) Andraž Kovačič (szlovén) Negyedik játékvezető: Maguette N’Diaye (szenegáli) Tartalék játékvezető: El Hadj Malick Samba (szenegáli) Videobírók: Pol van Boekel (holland) Bastian Dankert (német) Abdelhak Etchiali (algériai) Ricardo de Burgos Bengoetxea (spanyol) Nicolas Danos (francia) |

### Mexikó – Lengyelország
A két csapat korábban nyolcszor találkozott, többek között egyszer az 1978-as világbajnokságon, ahol Lengyelország nyert 3–1-re.
| 2022. november 22. 19:00 (17:00) |

| Mexikó | 0–0         | Lengyelország |
| ------ | ----------- | ------------- |
|        | Jegyzőkönyv |               |

| 974 Stadion, Doha Nézőszám: 39 369 Játékvezető: Chris Beath (ausztrál) |

| Mexikó | Lengyelország |

| KA                   | 13 | Guillermo Ochoa  |     |     |
| JV                   | 19 | Jorge Sánchez    | 29' |     |
| KV                   | 3  | César Montes     |     |     |
| KV                   | 15 | Héctor Moreno    | 56' |     |
| BV                   | 23 | Jesús Gallardo   |     |     |
| KKP                  | 16 | Héctor Herrera   |     | 71' |
| KKP                  | 4  | Edson Álvarez    |     |     |
| KKP                  | 24 | Luis Chávez      |     |     |
| JCS                  | 22 | Hirving Lozano   |     |     |
| KCS                  | 20 | Henry Martín     |     | 71' |
| BCS                  | 10 | Alexis Vega      |     | 84' |
| Cserék:              |    |                  |     |     |
| KP                   | 8  | Carlos Rodriguez |     | 71' |
| CS                   | 9  | Raúl Jiménez     |     | 71' |
| KP                   | 21 | Uriel Antuna     |     | 84' |
| Szövetségi kapitány: |    |                  |     |     |
| Gerardo Martino      |    |                  |     |     |

| KA                   | 21 | Wojciech Szczęsny     |     |     |
| JV                   | 12 | Bartosz Bereszyński   |     |     |
| KV                   | 17 | Kamil Glik            |     |     |
| KV                   | 5  | Jakub Kiwior          |     |     |
| BV                   | 13 | Matty Cash            |     |     |
| KKP                  | 11 | Sebastian Szymański   |     | 71' |
| KKP                  | 23 | Grzegorz Krychowiak   |     |     |
| KKP                  | 8  | Piotr Zieliński       |     | 87' |
| JKP                  | 10 | Jakub Kamiński        |     |     |
| BKP                  | 21 | Nicola Zalewski       |     | 46' |
| KCS                  | 9  | Robert Lewandowski    |     |     |
| Cserék:              |    |                       |     |     |
| V                    | 6  | Krystian Bielik       |     | 46' |
| KP                   | 24 | Przemysław Frankowski | 76' | 71' |
| CS                   | 7  | Arkadiusz Milik       |     | 87' |
| Szövetségi kapitány: |    |                       |     |     |
| Czesław Michniewicz  |    |                       |     |     |

| A mérkőzés játékosa: Guillermo Ochoa (Mexikó) Asszisztensek: Anton Shchetinin (ausztrál) Ashley Beecham (ausztrál) Negyedik játékvezető: Stéphanie Frappart (francia) Tartalék játékvezető: Neuza Back (brazil) Videobírók: Shaun Evans (ausztrál) Nicolás Gallo (kolumbiai) Martín Soppi (uruguayi) Juan Soto (venezuelai) Djibril Camara (szenegáli) |

### Lengyelország – Szaúd-Arábia
A két csapat négyszer találkozott korábban, legutóbb egy 2006-os barátságos mérkőzésen, amit Lengyelország nyert meg 2–1-re.
| 2022. november 26. 16:00 (14:00) |

| Lengyelország                 | 2–0               | Szaúd-Arábia |
| ----------------------------- | ----------------- | ------------ |
| Zieliński 39' Lewandowski 82' | (1–0) Jegyzőkönyv |              |

| Egyetemvárosi Stadion, al-Rajján Nézőszám: 44 259 Játékvezető: Wilton Sampaio (brazil) |

| Lengyelország | Szaúd-Arábia |

| KA                   | 1  | Wojciech Szczęsny     |     |     |
| KV                   | 12 | Bartosz Bereszyński   |     |     |
| KV                   | 17 | Kamil Glik            |     |     |
| KV                   | 5  | Jakub Kiwior          | 15' |     |
| JKP                  | 13 | Matty Cash            | 16' |     |
| KKP                  | 6  | Krystian Bielik       |     |     |
| KKP                  | 23 | Grzegorz Krychowiak   |     |     |
| BKP                  | 24 | Przemysław Frankowski |     |     |
| TKP                  | 20 | Piotr Zieliński       |     | 63' |
| KCS                  | 7  | Arkadiusz Milik       | 19' | 71' |
| KCS                  | 9  | Robert Lewandowski    |     |     |
| Cserék:              |    |                       |     |     |
| KP                   | 10 | Jakub Kamiński        |     | 63' |
| CS                   | 23 | Krzysztof Piątek      |     | 71' |
| Szövetségi kapitány: |    |                       |     |     |
| Czesław Michniewicz  |    |                       |     |     |

| KA                   | 21 | Mohammed al-Ovaisz  |       |           |
| JV                   | 12 | Szaúd Abdulhámid    |       |           |
| KV                   | 4  | Abdulelá al-Amri    | 45+4' |           |
| KV                   | 5  | Ali al-Bulaíhi      |       |           |
| BV                   | 6  | Mohammed al-Brejk   |       | 65'       |
| VKP                  | 8  | Abdulellá al-Malki  | 20'   | 85'       |
| KKP                  | 23 | Mohamed Kanno       |       |           |
| KKP                  | 16 | Szami al-Nadzsi     |       | 46'       |
| BSZ                  | 10 | Szálem al-Davszarí  |       |           |
| KCS                  | 11 | Szále al-Sehri      |       | 85'       |
| JSZ                  | 9  | Firasz al-Burajkán  |       |           |
| Cserék:              |    |                     |       |           |
| KP                   | 18 | Naváf al-Abid       |       | 46' 90+5' |
| V                    | 2  | Szultán al-Gánnam   |       | 65'       |
| KP                   | 20 | Abdulrahmán Alobud  |       | 85'       |
| KP                   | 24 | Násszer al-Davszarí |       | 85'       |
| CS                   | 19 | Hattán Bahebri      |       | 90+5'     |
| Szövetségi kapitány: |    |                     |       |           |
| Hervé Renard         |    |                     |       |           |

| A mérkőzés játékosa: Lewandowski (Lengyelország) Asszisztensek: Bruno Boschilia (brazil) Bruno Pires (brazil) Negyedik játékvezető: Kevin Ortega (perui) Tartalék játékvezető: Michael Orué (perui) Videobírók: Drew Fischer (kanadai) Armando Villarreal (amerikai) Nicolás Taran (uruguayi) Leodán González (uruguayi) Martín Soppi (uruguayi) |

### Argentína – Mexikó
A két csapat három világbajnokságon találkozott. 1930-ban Argentína 6–3-ra nyert, 2006-ban szintén Argentína diadalmaskodott 2–1-re a nyolcaddöntőben, hosszabbítás után.
| 2022. november 26. 22:00 (20:00) |

| Argentína               | 2–0               | Mexikó |
| ----------------------- | ----------------- | ------ |
| Messi 64' Fernández 87' | (0–0) Jegyzőkönyv |        |

| Loszaíli Nemzeti Stadion, Loszaíl Nézőszám: 88 966 Játékvezető: Daniele Orsato (olasz) |

| Argentína | Mexikó |

| KA                   | 23 | Emiliano Martínez   |     |     |
| JV                   | 4  | Gonzalo Montiel     | 43' | 63' |
| KV                   | 25 | Lisandro Martínez   |     |     |
| KV                   | 19 | Nicolás Otamendi    |     |     |
| BV                   | 8  | Marcos Acuña        |     |     |
| KKP                  | 7  | Rodrigo De Paul     |     |     |
| KKP                  | 18 | Guido Rodríguez     |     | 57' |
| JKP                  | 11 | Ángel Di María      |     | 69' |
| TKP                  | 10 | Lionel Messi        |     |     |
| BKP                  | 20 | Alexis Mac Allister |     | 69' |
| KCS                  | 22 | Lautaro Martínez    |     | 63' |
| Cserék:              |    |                     |     |     |
| KP                   | 24 | Enzo Fernández      |     | 57' |
| CS                   | 9  | Julián Álvarez      |     | 63' |
| V                    | 26 | Nahuel Molina       |     | 63' |
| K                    | 14 | Exequiel Palacios   |     | 69' |
| KV                   | 13 | Cristian Romero     |     | 69' |
| Szövetségi kapitány: |    |                     |     |     |
| Lionel Scaloni       |    |                     |     |     |

| KA                   | 13 | Guillermo Ochoa  |     |     |
| KV                   | 3  | César Montes     |     |     |
| KV                   | 2  | Néstor Araujo    | 22' |     |
| KV                   | 15 | Héctor Moreno    |     |     |
| VKP                  | 18 | Andrés Guardado  |     | 42' |
| KKP                  | 16 | Héctor Herrera   | 66' |     |
| KKP                  | 24 | Luis Chávez      |     |     |
| JSZ                  | 26 | Kevin Álvarez    |     | 66' |
| BSZ                  | 23 | Jesús Gallardo   |     |     |
| KCS                  | 22 | Hirving Lozano   |     | 73' |
| KCS                  | 10 | Alexis Vega      |     | 66' |
| Cserék:              |    |                  |     |     |
| KP                   | 14 | Erick Gutiérrez  | 50' | 42' |
| CS                   | 9  | Raúl Jiménez     |     | 66' |
| KP                   | 21 | Uriel Antuna     |     | 66' |
| KP                   | 25 | Roberto Alvarado | 89' | 73' |
| Szövetségi kapitány: |    |                  |     |     |
| Gerardo Martino      |    |                  |     |     |

| A mérkőzés játékosa: Lionel Messi (Argentína) Asszisztensek: Ciro Carbone (olasz) Alessandro Giallatini (olasz) Negyedik játékvezető: Kovács István (román) Tartalék játékvezető: Ovidiu Artene (román) Videobírók: Massimiliano Irrati (olasz) Paolo Valeri (olasz) Roberto Díaz Pérez del Palomar (spanyol) Jérôme Brisard (francia) Jerson dos Santos (angolai) |

### Lengyelország – Argentína
A két csapat tizenegyszer ütközött meg egymással, kétszer a világbajnokságon. 1974-ben a csoportkörben Lengyelország nyert 3–2-re, míg négy évvel később Argentína diadalmaskodott 2–0-ra, a második csoportkörben.
| 2022. november 30. 22:00 (20:00) |

| Lengyelország | 0–2               | Argentína                    |
| ------------- | ----------------- | ---------------------------- |
|               | (0–0) Jegyzőkönyv | Mac Allister 46' Álvarez 67' |

| 974 Stadion, Doha Nézőszám: 44 089 Játékvezető: Danny Makkelie (holland) |

| Lengyelország | Argentína |

| KA                   | 1  | Wojciech Szczęsny     |     |     |
| KV                   | 12 | Bartosz Bereszyński   |     | 72' |
| KV                   | 17 | Kamil Glik            |     |     |
| KV                   | 5  | Jakub Kiwior          |     |     |
| JKP                  | 13 | Matty Cash            |     |     |
| KKP                  | 6  | Krystian Bielik       |     | 62' |
| KKP                  | 23 | Grzegorz Krychowiak   | 78' | 83' |
| BKP                  | 24 | Przemysław Frankowski |     | 46' |
| TKP                  | 20 | Piotr Zieliński       |     |     |
| KCS                  | 16 | Karol Świderski       |     | 46' |
| KCS                  | 9  | Robert Lewandowski    |     |     |
| Cserék:              |    |                       |     |     |
| KP                   | 26 | Michał Skóraś         |     | 46' |
| KP                   | 13 | Jakub Kamiński        |     | 46' |
| KP                   | 8  | Damian Szymański      |     | 62' |
| V                    | 3  | Artur Jędrzejczyk     |     | 72' |
| CS                   | 23 | Krzysztof Piątek      |     | 83' |
| Szövetségi kapitány: |    |                       |     |     |
| Czesław Michniewicz  |    |                       |     |     |

| KA                   | 23 | Emiliano Martínez   |     |     |
| JV                   | 26 | Nahuel Molina       |     |     |
| KV                   | 13 | Cristian Romero     |     |     |
| KV                   | 19 | Nicolás Otamendi    |     |     |
| BV                   | 8  | Marcos Acuña        | 49' | 59' |
| KKP                  | 7  | Rodrigo De Paul     |     |     |
| KKP                  | 24 | Enzo Fernández      |     | 79' |
| JKP                  | 11 | Ángel Di María      |     | 59' |
| TKP                  | 10 | Lionel Messi        |     |     |
| BKP                  | 20 | Alexis Mac Allister |     | 83' |
| KCS                  | 9  | Julián Álvarez      |     | 79' |
| Cserék:              |    |                     |     |     |
| KP                   | 5  | Leandro Paredes     |     | 59' |
| V                    | 3  | Nicolás Tagliafico  |     | 59' |
| V                    | 6  | Germán Pezzella     |     | 79' |
| CS                   | 22 | Lautaro Martínez    |     | 79' |
| KP                   | 16 | Thiago Almada       |     | 83' |
| Szövetségi kapitány: |    |                     |     |     |
| Lionel Scaloni       |    |                     |     |     |

| A mérkőzés játékosa: Alexis Mac Allister (Argentína) Asszisztensek: Hessel Steegstra (holland) Jan de Vries (holland) Negyedik játékvezető: Said Martínez (hondurasi) Tartalék játékvezető: Helpys Raymundo Feliz (Dominikai Köztársasági) Videobírók: Pol van Boekel (holland) Bastian Dankert (német) Kathryn Nesbitt (amerikai) Juan Soto (venezuelai) Anton Shchetinin (ausztrál) |

### Szaúd-Arábia – Mexikó
A két csapat ötször találkozott, legutóbb 1999-ben, amikor Mexikó 5–1-re nyert a konföderációs kupán.
| 2022. november 30. 22:00 (20:00) |

| Szaúd-Arábia      | 1–2               | Mexikó                |
| ----------------- | ----------------- | --------------------- |
| al-Davszarí 90+5' | (0–0) Jegyzőkönyv | Martín 47' Chávez 52' |

| Loszaíli Nemzeti Stadion, Loszaíl Nézőszám: 84 985 Játékvezető: Michael Oliver (angol) |

| Szaúd-Arábia | Mexikó |

| KA                   | 21 | Mohammed al-Ovaisz  |       |     |
| KV                   | 4  | Abdulelá al-Amri    | 90+1' |     |
| KV                   | 17 | Hasszán al-Tambakti | 52'   |     |
| KV                   | 5  | Ali al-Bulaíhi      |       | 37' |
| JKP                  | 2  | Szultán al-Gánnam   |       |     |
| KKP                  | 15 | Ali al-Hasszán      | 34'   | 46' |
| KKP                  | 23 | Mohamed Kanno       |       |     |
| BKP                  | 12 | Szaúd Aldelhámíd    |       |     |
| JCS                  | 9  | Firasz al-Burajkán  |       |     |
| KCS                  | 11 | Száleh al-Seri      | 28'   | 62' |
| BCS                  | 10 | Szálem al-Davszarí  |       |     |
| Cserék:              |    |                     |       |     |
| KP                   | 26 | Rijád Sarahilí      |       | 37' |
| V                    | 3  | Abdullá Madu        | 81'   | 46' |
| KP                   | 20 | Abdulrahmán Alobud  |       | 62' |
| CS                   | 19 | Hattan Báebri       | 90+7' | 88' |
| Szövetségi kapitány: |    |                     |       |     |
| Hervé Renard         |    |                     |       |     |

| KA                   | 13 | Guillermo Ochoa    |     |     |
| BV                   | 23 | Jesús Gallardo     |     |     |
| KV                   | 3  | César Montes       |     |     |
| KV                   | 15 | Héctor Moreno      |     |     |
| JV                   | 18 | Jorge Sánchez      |     |     |
| KKP                  | 4  | Edson Álvarez      | 16' |     |
| KKP                  | 24 | Luis Chávez        |     |     |
| BKP                  | 10 | Alexis Vega        |     | 46' |
| TKP                  | 17 | Orbelín Pineda     |     | 77' |
| JKP                  | 22 | Hirving Lozano     |     |     |
| KCS                  | 20 | Henry Martín       |     | 77' |
| Cserék:              |    |                    |     |     |
| KP                   | 21 | Uriel Antuna       |     | 46' |
| CS                   | 9  | Raúl Jiménez       |     | 77' |
| KP                   | 8  | Carlos Rodriguez   |     | 77' |
| V                    | 26 | Kevin Álvarez      |     | 86' |
| CS                   | 11 | Rogelio Funes Mori |     | 86' |
| Szövetségi kapitány: |    |                    |     |     |
| Gerardo Martino      |    |                    |     |     |

| A mérkőzés játékosa: Luis Chávez (Mexikó) Asszisztensek: Stuart Burt (angol) Simon Bennett (angol) Negyedik játékvezető: Kovács István (román) Tartalék játékvezető: Vasile Marinescu (román) Videobírók: Massimiliano Irrati (olasz) Paolo Valeri (olasz) Alessandro Giallatini (olasz) Alejandro Hernández Hernández (spanyol) Ciro Carbone (olasz) |

## Fair play-pontok
A fair play-pontok az összesített és az egymás elleni eredmények egyenlősége esetén rangsorolták a csapatokat. Ezeket az összes csoportmérkőzésen kapott sárga és piros lapok alapján számították ki az alábbiak szerint:
- első sárga lap: mínusz 1 pont;
- piros lap második sárga lap után: mínusz 3 pont;
- azonnali piros lap: mínusz 4 pont;
- sárga lap és azonnali piros lap: mínusz 5 pont;

Egy játékosra egy mérkőzésen a fenti levonások közül csak egy volt alkalmazható.
| Csapat        | 1. mérkőzés | 1. mérkőzés                          | 1. mérkőzés | 1. mérkőzés           | 2. mérkőzés | 2. mérkőzés                          | 2. mérkőzés | 2. mérkőzés           | 3. mérkőzés | 3. mérkőzés                          | 3. mérkőzés | 3. mérkőzés           | Fair play-pont |
| Csapat        | Sárga lap   | sárga lap · 2. sárga lap · kiállítva | kiállítva   | sárga lap · kiállítva | Sárga lap   | sárga lap · 2. sárga lap · kiállítva | kiállítva   | sárga lap · kiállítva | Sárga lap   | sárga lap · 2. sárga lap · kiállítva | kiállítva   | sárga lap · kiállítva | Fair play-pont |
| ------------- | ----------- | ------------------------------------ | ----------- | --------------------- | ----------- | ------------------------------------ | ----------- | --------------------- | ----------- | ------------------------------------ | ----------- | --------------------- | -------------- |
| Argentína     | 0           |                                      |             |                       | 1           |                                      |             |                       | 1           |                                      |             |                       | –2             |
| Lengyelország | 1           |                                      |             |                       | 3           |                                      |             |                       | 1           |                                      |             |                       | –5             |
| Mexikó        | 2           |                                      |             |                       | 4           |                                      |             |                       | 1           |                                      |             |                       | –7             |
| Szaúd-Arábia  | 6           |                                      |             |                       | 2           |                                      |             |                       | 6           |                                      |             |                       | –14            |